# カエルのお祭り
カエルのお祭り（原題：The Old Mill Pond 公開：1936年3月7日）は、アメリカ合衆国の映画会社、メトロ・ゴールドウィン・メイヤー（MGM)社に作品を提供していたアニメーターのヒュー・ハーマンによるハッピーハーモニーズ（Happy Harmonies）作品のひとつ。制作は「ハーマン＝アイジング」による。

## スタッフ
- 製作 - ヒュー・ハーマン、ルドルフ・アイジング
- 監督 - ヒュー・ハーマン(クレジット無し)
- 音楽 - スコット・ブラッドリー(クレジット無し)

## 内容
水車小屋がある夜ふけの古池にカエルたちが現れて楽しいコンサートが始まった。当時の黒人ミュージシャンと思われる多数の音楽家たちが現れ会場は大いに盛り上がる。コンサートは一晩中繰り広げられ、ジャズを中心に、高いレベルのものであった。カエルたちの表情は生き生きとし、活力にあふれている。だが、夜が明けるとカエルたちは一斉に水中へ身を隠し、辺りはすっかり静まり返ってしまう。黒人に対する人種差別の激しかった当時の世相を垣間見ることができる。

## 登場するキャラクター
- カエル
夜ふけの古池で楽しいコンサートを開催する。ルイ・アームストロングなど当時の音楽界を代表する一流の黒人ミュージシャン達になぞらえている。

## 関連事項
- ヒュー・ハーマン
- ルドルフ・アイジング
- カエル
- 人種差別
- 遠い夜明け
- メトロ・ゴールドウィン・メイヤー